# Nandivada
Nandivada là một trong 50 mandal thuộc huyện Krishna, bang Andhra Pradesh.